# Алгу
Алгу (*д/н — 1266) — володар (хан) Чагатайського улусу у 1261—1266 роках.

## Життєпис
Походив з роду Чингізидів. Був сином Байдара та онуком Чаґатая. Замолоду залишив батьківські землі й перебрався до Каракоруму. Тут здобув підтримку хана Ариг-буга, який у 1261 році допоміг Алгу оволодіти Чагатайською державою. Для зміцнення своєї влади одружився з Органа-хатун, удовою Кара-Хулегу та матір'ю Мубарака-шаха. Тоді взяв під контроль область Мавераннахр й водночас запобіг руху хана Хулагу на допомогу Хубілай-хану.
Того ж року вирушив на допомогу Ариг-бугі, який боровся з Хубілаєм, засновником династії Юань. Але вже у 1262 році виступив проти Ариг-буги, з яким боровся до 1264 року. Ще у 1263 році вступив в союз Хубілаєм. До 1264 року змусив Ариг-бугу відступити з Семиріччя та Мавераннахра. Потім боровся проти Хайду-хана, проте останній вступив в союз з Берке-ханом, володарем Золотої орди. Боротьба тривала до 1266 року, коли перевага у протистоянні стала хилитися на бік Алгу — підкорив Хорезм, Отрар та землі навколо Аральського моря. Втім раптово помер в цей момент.